# José A. Pallares
José A. Pallares war ein uruguayischer Politiker.
Pallares saß in der 13. Legislaturperiode als Abgeordneter für das Departamento Salto vom 15. Februar 1879 bis zum 13. August 1879 in der Cámara de Representantes.

## Zeitraum seiner Parlamentszugehörigkeit
- 15. Februar 1879 – 13. August 1879 (Cámara de Representantes, 13.LP)